# Occidenchthonius canariensis
Espèce
Synonymes
- Chthonius machadoi canariensis Beier, 1965
- Chthonius canariensis Beier, 1965

Occidenchthonius canariensis est une espèce de pseudoscorpions de la famille des Chthoniidae.

## Distribution
Cette espèce est endémique des îles Canaries en Espagne,. Elle se rencontre sur toutes les îles sauf Fuerteventura.

## Description
Les mâles mesurent de 1,10 à 1,21 mm et les femelles de 1,22 à 1,25 mm.

## Étymologie
Son nom d'espèce, composé de canari et du suffixe latin -ensis, « qui vit dans, qui habite », lui a été donné en référence au lieu de sa découverte, les îles Canaries.

## Publication originale
- Beier, 1965 : Über Pseudoskorpione von den Kanaren. Annalen des Naturhistorischen Museums in Wien, vol. 68, p. 375-381 (texte intégral).